# Belagerung von Riga (1656)
Die Belagerung von Riga war ein erfolgloser russischer Versuch während des Russisch-Schwedischen Krieges von 1656–1658, Riga, die Hauptstadt der Provinz Livland des schwedischen Reiches, zu erobern. Die Belagerung dauerte vom 21. August 1656 bis zum 5. Oktober 1656 und endete mit einem Abzug der belagernden russischen Armee unter Zar Alexei I.

## Vorgeschichte
1559 erschienen erstmals russische Truppen vor Riga, wagten aber nicht, die Stadt anzugreifen. Während des Livländischen Krieges (1558–1583) fiel der größte Teil des heutigen Lettlands an Polen-Litauen. Der Livländische Staatenbund löste sich auf. Riga musste sich ebenfalls, nach anfänglichem Widerstand, unterwerfen. Während der kriegerischen Auseinandersetzungen zwischen Polen und Schweden wurde auch Riga wieder Ziel von Angriffen. 1621 gelang es den Schweden unter König Gustav Adolf, die Stadt einzunehmen. Riga war noch zu dieser Zeit mit 30.000 Einwohnern größer als die bereits rasch wachsende schwedische Hauptstadt Stockholm.
Polen-Litauen war in seinen Bemühungen gescheitert, den im Südosten des Reiches ausgebrochenen Chmelnyzkyj-Aufstand zu beenden. Zar Alexei I. unterzeichnete daraufhin den Vertrag von Perejaslaw mit Bohdan Chmelnyzkyj und den Saporoger Kosaken. Die Ukraine östlich des Dnjeprs sollte so dem Schutz des russischen Zaren unterstellt werden. Zar Alexei I. entschied sich damit, in den Konflikt einzugreifen und die Kosaken bei ihrem Kampf zu unterstützen. Ziel des Zaren war es, Land in Smolensk und der Ukraine zurückzugewinnen, das im Zuge des polnisch-russischen Krieges von 1609–1618 verloren gegangen war. Weiterhin spielte der russische Anspruch eine Rolle, alle Rus-Gebiete von der Fremdherrschaft zu befreien. Damit begann der Dreizehnjährige Krieg gegen Polen-Litauen. Bis Ende 1655 wurden große Teile Polen-Litauens von Russland besetzt. Zar Alexei I. erklärte sich nach der Eroberung von Vilnius im August 1655 zum Großherzog von Litauen. Im Südwesten eroberte eine russisch-kosakische Armee große Teile des Landes. Der Vorstoß wurde aber durch das Eingreifen des polnischen Alliierten Mehmed IV. Giray, Chan des Krimkhanats, gestört.
Schweden war auf Sicherung seiner baltischen Besitzungen bemüht und griff in den Konflikt ein. Polen-Litauen stand zu dem Zeitpunkt kurz vor dem Kollaps. Ein weiteres Eindringen russischer Truppen in die Republik hätte wiederum eine Gefahr für die schwedischen Ostseebesitzungen zur Folge gehabt. Aus diesem Grund fiel König Karl X. im Sommer 1655 mit einer 50.000 Mann starken Armee in die polnische Adelsrepublik ein, um weitere russische Gebietsgewinne zu unterbinden.

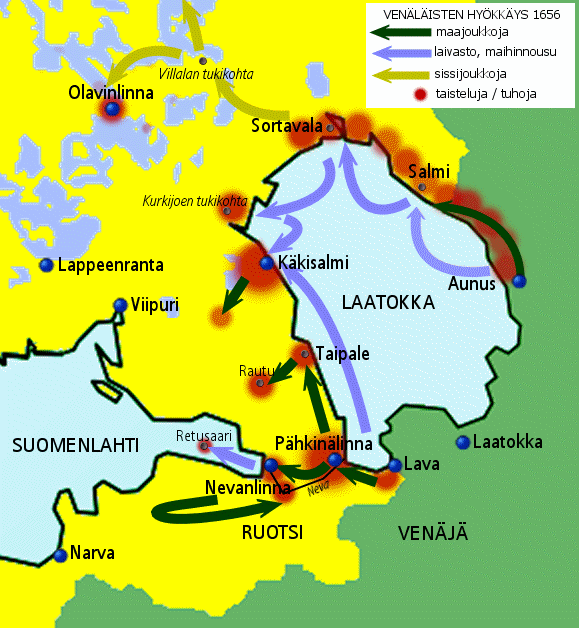
Ingermanländischer Kriegsschauplatz

Die schwedischen Erfolge alarmierten Zar Alexei I. Im Mai 1656 erklärte er den Schweden den Krieg. Die schwedischen Baltikprovinzen waren zu diesem Zeitpunkt ungedeckt und standen einer russischen Invasion ungeschützt gegenüber. Schweden verfügte über weniger als 10.000 Mann in den Baltikprovinzen, die sich auf verschiedene Garnisonen verteilten. Die Armee des Zarentums Russland griff Estland, Ingermanland und Kexholm an. Sie eroberten die schwedischen Festungen von Schlüsselburg und Nyenschanz in Ingermanland. Im Sommer 1656 führte Zar Alexei I. die Armee von Polozk den Fluss Düna (Dwina, Daugava) herab und eroberte Dünaburg im Juli und die Burg Kokenhusen (Koknese) im August. Das kleine schwedische Heer zog sich unter Rückzugsgefechten nach Riga zurück.

## Belagerung Rigas

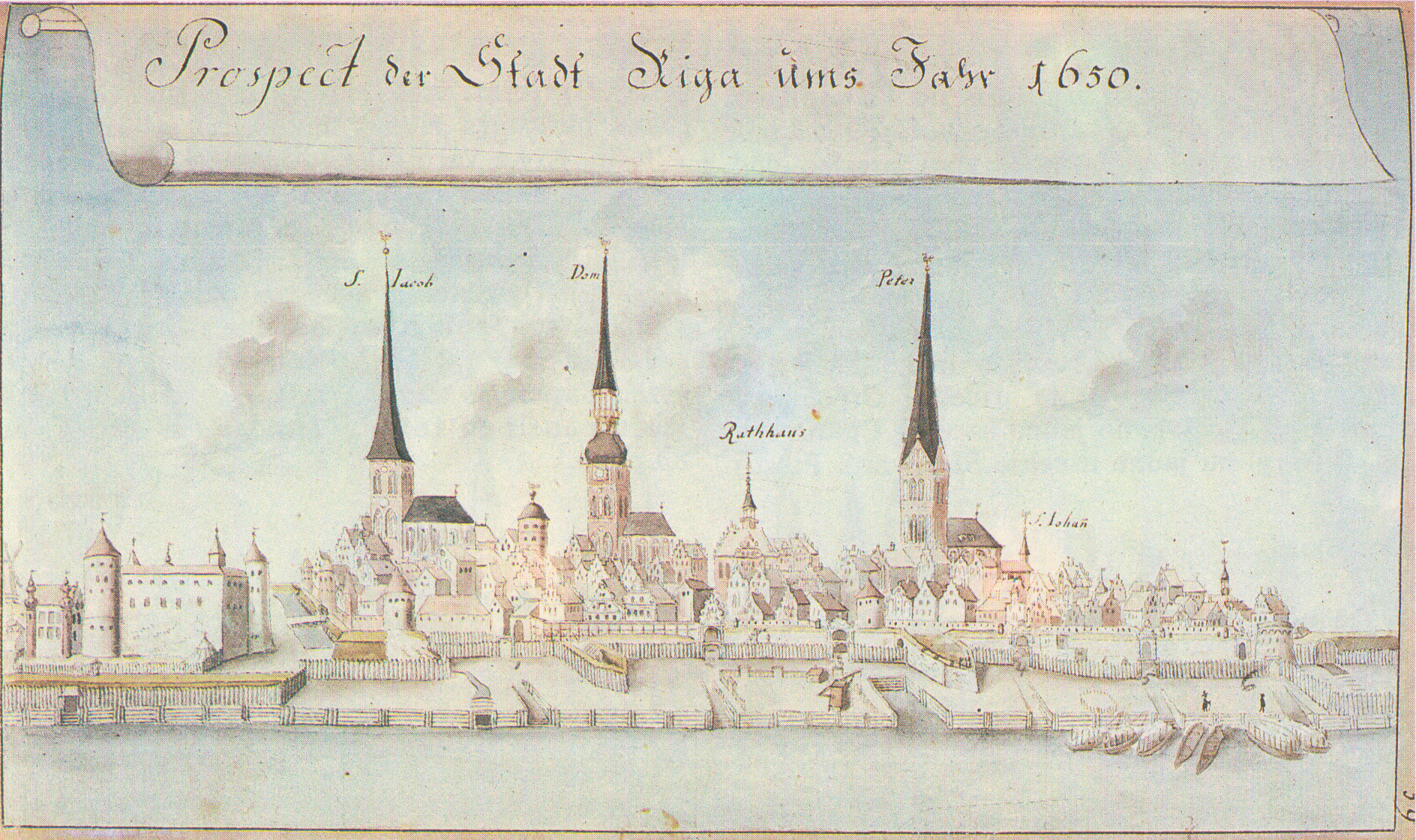
Prospect der Stadt Riga ums Jahr 1650
Zeichnung von Johann Christoph Brotze

Am 21. August erreichte das russische Heer Riga. Die Stadt wurde von 2000 Reitern und Dragonern, 1800 Infanteristen und einer Anzahl Bürgern verteidigt, zusammen nicht mehr als 5000 Mann. Der schwedische Kommandant der Stadt, Magnus Gabriel De la Gardie, versuchte trotz seiner geringen Mannstärke und entgegen dem Rat seiner Generäle, die weitläufigen und noch nicht vollendeten Außenwerke zu verteidigen. Bereits in der folgenden Nacht wurden diese zerstört und die schwedischen Truppen mussten sich in die eigentliche Stadt zurückziehen. Die russische Armee bezog an der Düna Stellung und begann die Belagerungsarbeiten. Diese vollzogen sich an zwei Stellen: das Schloss wurde mit sieben Regimentern belagert, die andere Stelle konzentrierte sich zur Flussseite hin.
Die russische Armee versäumte es zu diesem Zeitpunkt, sich der Dünamündung zu bemächtigen, wodurch Riga von der See her abgeschnitten worden wäre. Die Belagerungsarbeiten waren inzwischen weit fortgeschritten, vollzogen sich aber ohne leitenden Gesamtplan. Die Gräben wurden ungeschickt geleitet, das Bombardement verlief unkoordiniert. Dadurch richteten die Kanonen zwar große Schäden in der Stadt an, die Befestigungswerke blieben aber intakt. Der russische Artilleriebeschuss hatte jedoch eine große Auswirkungen auf die Moral der Bürger. Überläufer und Gefangene berichteten den Russen, dass die Bürger forderten, die Stadt dem Zaren zu überlassen, wohingegen die Militärs streng dagegen waren und auf Verstärkung warteten.
Den russischen Truppen gelang es nicht, über die Festungsgräben vorzudringen. Zur Erstürmung wurde kein Versuch gemacht. Die dänischen Verbündeten der Russen waren nicht im Stande, eine Seeblockade der belagerten Stadt zu gewährleisten, was den Belagerungseffekt immer wieder untergrub.

## Aufhebung der Belagerung

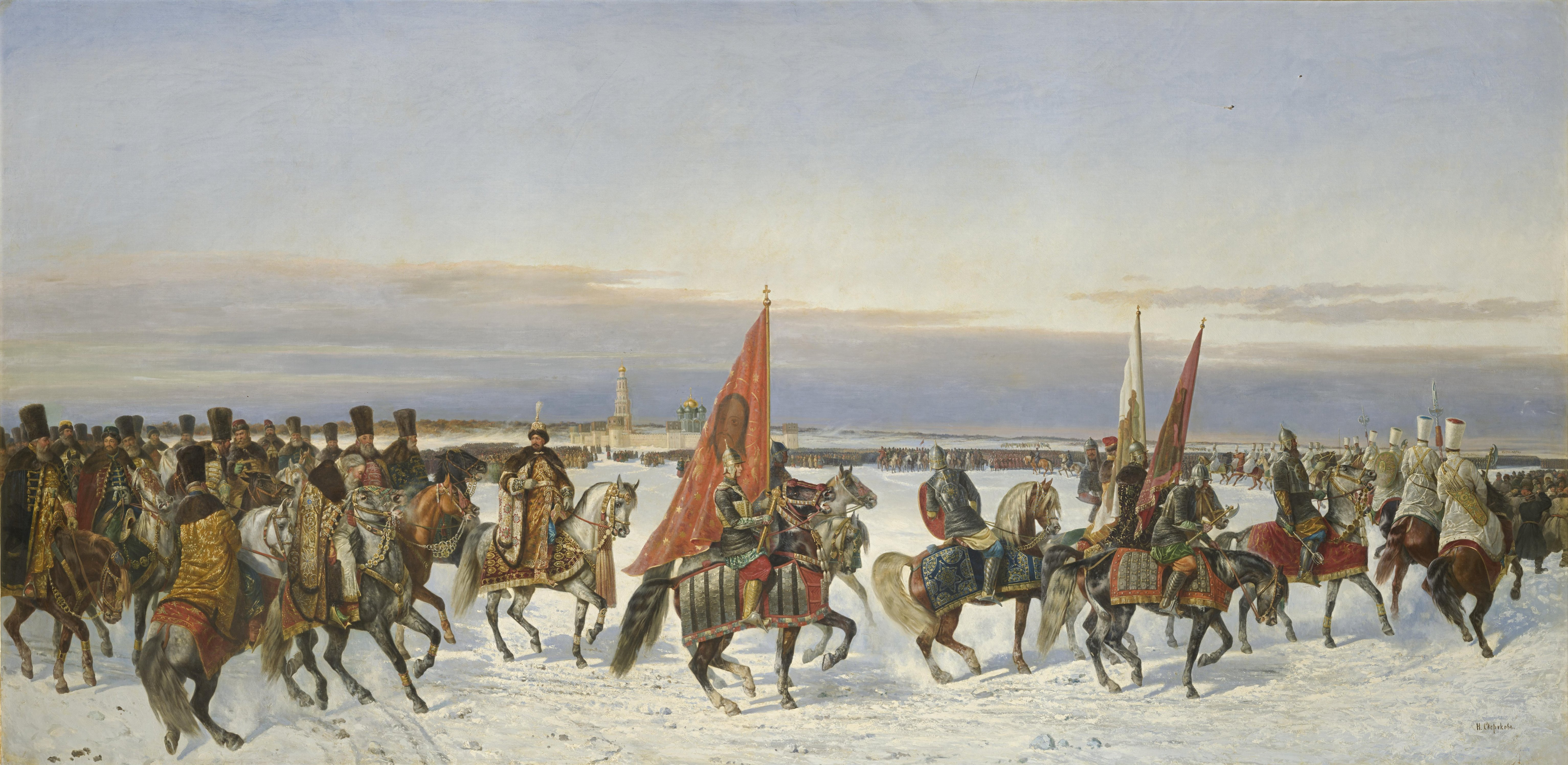
Zar Alexei Michailowitsch bei der Begutachtung seiner Truppen (Historiengemälde von Nikolai Swertschkow 1864)

Am 12. September erhielt die schwedische Garnison eine Verstärkung von 1400 Soldaten. Daraufhin rief der Zar einen Kriegsrat zusammen, bei dem die Möglichkeit einer unverzüglichen Einnahme der Festung durch Erstürmung sowie die Zweckmäßigkeit einer weiteren Belagerung diskutiert wurde. Die meisten Feldherren äußerten begründete Zweifel, dass eine Erstürmung zum Erfolg führen würde. Einige Tage später begann die Vorbereitung zur Aufhebung der Belagerung. Gleichzeitig kamen Gerüchte auf, in Riga sei eine Pestepidemie ausgebrochen, was ebenfalls gegen eine Weiterführung der Belagerung sprach. Am 6. Oktober brach die russische Armee auf. Nach schwedischen Angaben soll die russische Armee 14.000 Mann verloren haben, was jedoch angesichts der nicht unternommenen Erstürmungsversuche sehr übertrieben scheint.
Die Motive zur Aufhebung der Belagerung waren auf russischer Seite vor allem diplomatischer Natur. Zum Ende der Belagerung Rigas hatte sich die außenpolitische Situation verändert. Der ursprüngliche Kriegsgrund verschwand, da die Gefahr einer polnisch-schwedischen Realunion nicht mehr bestand. Der Feldzug des Zaren gegen Riga verwandelte sich in eine große Machtdemonstration, vor deren Hintergrund aktive Verhandlungen mit Polen, Brandenburg, Kurland und Dänemark geführt wurden. Unter diesen Bedingungen wäre eine erfolglose und verlustreiche Erstürmung der Stadt oder eine sich in die Länge ziehende Belagerung für das Prestige des Zaren gefährlicher, als ein geordneter rechtzeitiger Rückzug. Alexei Michailowitsch unternahm als Feldherr nie abenteuerliche Schritte und zog bei fehlender Sicherheit des erfolgreichen Ausgangs seiner Unternehmungen vor, die Armee zu erhalten und andere Methoden zu nutzen.
Die Entscheidung über die Aufhebung der Belagerung fiel nach dem Scheitern der Kapitulationsverhandlungen mit der Garnison von Riga. Die Hoffnung des Zaren auf die diplomatische Hilfe des Herzogs von Kurland und des Kurfürsten von Brandenburg hatte sich nicht bewahrheitet.
Trotz des militärischen Misserfolgs bei Riga empfand man in Moskau den Baltikum-Feldzug des Jahres 1656 als erfolgreich. Dokumente zeugen vom triumphalen Einzug des Zaren in Polozk, Smolensk und Moskau. Die Eroberung fast des gesamten Laufs der Düna, darunter Dünaburg und Kokenhusen, eröffnete für Russland eine wichtige Verbindungslinie ins Baltikum.

## Folgen
Trotz des Rückzugs bei Riga fiel wenig später Dorpat im Oktober 1656 in russische Hände. Der Russisch-Schwedische Krieg gab der Adelsrepublik Zeit, sich zu reorganisieren. Im darauffolgenden Jahr fielen erneut russische Truppen nach Livland ein. 1658 vereinbarten der Zar und der schwedische König einen dreijährigen Waffenstillstandsvertrag.
Nach einer erneuten Belagerung wurde Riga im Jahr 1710 von den Truppen des Zaren Peters des Großen erobert. Die Stadt blieb danach bis zum Ersten Weltkrieg bei Russland.